# Rolf Holub

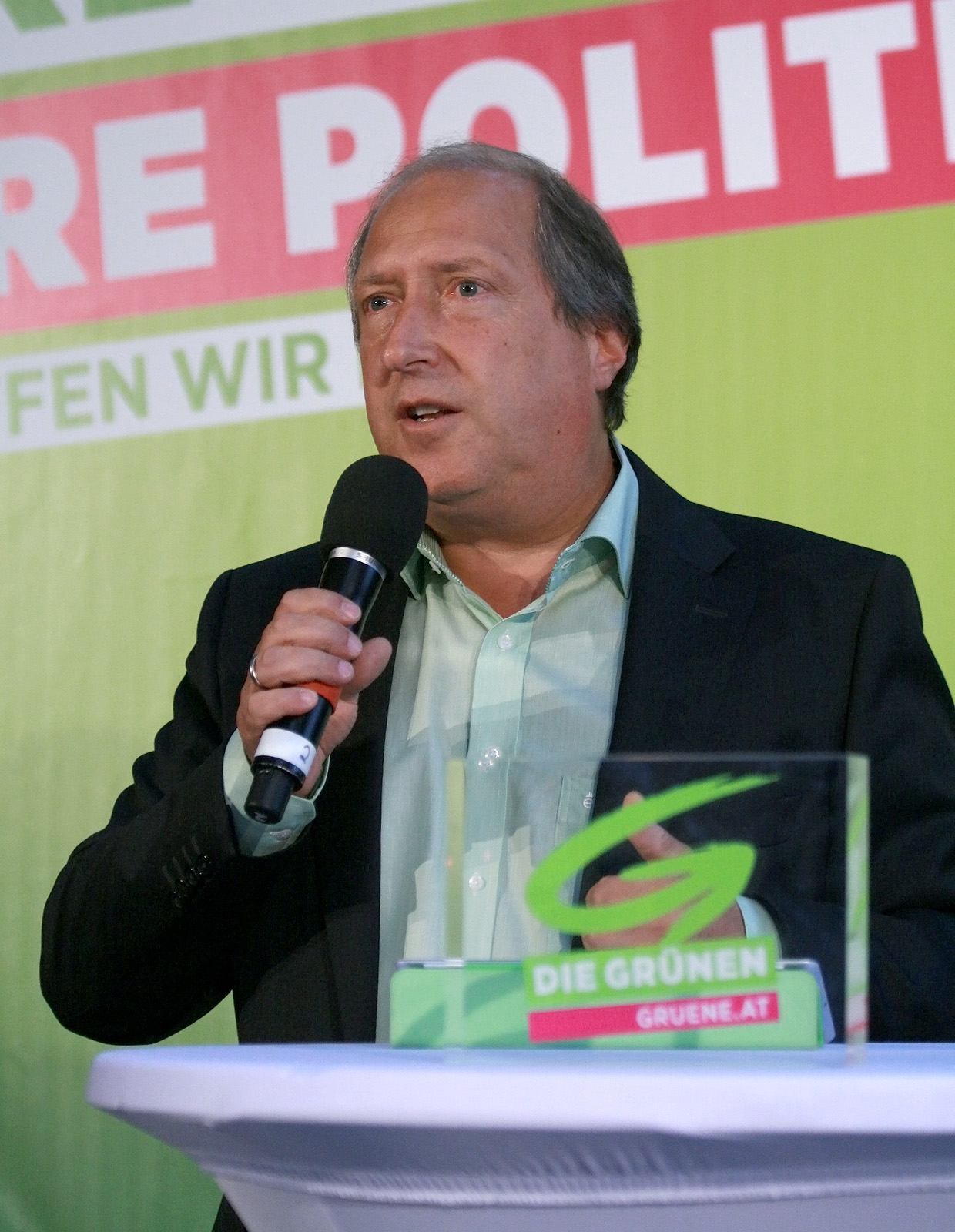
Rolf Holub (2013)

Rolf Holub (* 13. Juni 1956 in Klagenfurt am Wörthersee) ist ein österreichischer Künstler, Kabarettist und ehemaliger Politiker (Die Grünen). Von 2013 bis 2018 war er Landesrat in der Kärntner Landesregierung.

## Ausbildung und Beruf
Holub besuchte die Volksschule und schloss seine Schulbildung mit der Matura ab. Er studierte ab 1976 Medizin. 1997 begann er zudem ein Studium der Publizistik. Seit 1974 war er als freischaffender Künstler in den Bereichen Musik, Kabarett und Schauspiel tätig. Von Juni 2002 bis Juni 2004 war er Kulturreferent der Österreichischen Hochschülerschaft an der Alpen-Adria-Universität Klagenfurt. 2002 sollte er den Kärntner Kulturpreis erhalten, wurde aber vom damaligen Landeshauptmann und Kulturreferenten Jörg Haider, dem ein kritisches Stück des Kabarettisten missfallen hatte, aus der Liste der Preisträger für den „Kleinkunstdrachen“ gestrichen. Holub sah sich vor die Alternativen „auswandern“ oder „in die Politik gehen“ gestellt und wählte letztere.

## Politik
Von März 2003 bis April 2004 war Holub Gemeinderat der Grünen in Klagenfurt. Bei der Landtagswahl in Kärnten 2004 war er Spitzenkandidat der Grünen. Die Partei konnte mit einem Plus von 6,71 % nach der Wahl erstmals in den Kärntner Landtag einziehen, und Holub wechselte am 31. März 2004 als Abgeordneter in den Landtag. Da die Grünen mit zwei Mandaten keinen eigenen Landtagsklub bilden konnten, gründeten er stattdessen mit seiner Kollegin Barbara Lesjak die Interessengemeinschaft Die Grünen (IG Die Grünen im Landtag), deren Obmann er war. Zur Landtagswahl 2009 trat er erneut als Spitzenkandidat der Kärntner Grünen an. Bei leichten Stimmenverlusten (−1,56 %) blieben die Grünen bei zwei Mandaten. Von 2004 bis 2011 war er Landessprecher der Grünen Kärnten und er ist Mitglied des Landesvorstands.
Schwerpunkt von Holubs politischer Tätigkeit ist seit mehreren Jahren die Aufdeckung von Malversationen und politischen Verstrickungen bis hin zur illegalen Parteifinanzierung im Zusammenhang mit der Geschäftstätigkeit der Bank Hypo Alpe Adria vor dem Verkauf der vom Land Kärnten gehaltenen Anteile sowie rund um den Verkauf in den Jahren 2006 und 2007. Von 2010 bis 2012 leitete er den Untersuchungsausschuss des Kärntner Landtages zur Causa Hypo Alpe Adria und den Verkauf an die Bayerische Landesbank quasi als „oberster Kfz-Sachverständiger“. Nach Anzeigen durch Holub und weitere Personen gegen mehrere Beteiligte wegen des Verdachtes der Parteienfinanzierung wurden die begonnenen Ermittlungen von den Anklagebehörden in Klagenfurt und Graz eingestellt. Erst nachdem Gustav Leipold und elf andere Personen, darunter der Nationalratsabgeordnete der Grünen Matthias Köchl, auch die Anklagebehörde selbst angezeigt hatten, nahm die Wirtschafts- und Korruptionsstaatsanwaltschaft in Wien Untersuchungen auf und kam es zu Anklagen, Gerichtsverhandlungen und im Sommer 2012 zum Geständnis von Dietrich Birnbacher und am 1. Oktober 2012 zur Verurteilung in erster Instanz von Josef Martinz, Dietrich Birnbacher, Hans-Jörg Megymorez und Gert Xander wegen Untreue zu mehrjährigen Haftstrafen. Dieses Verfahren führte zu vorgezogenen Neuwahlen in Kärnten. Am 11. März 2014 wurde das Urteil des Landesgerichts Klagenfurt vom OGH bestätigt und die Strafe gegen Josef Martinz auf viereinhalb Jahre unbedingt herabgesetzt. Bei der Kärntner Landtagswahl 2013 erreichte die Partei ein Plus von 6,95 %. Von 28. März 2013 bis 12. April 2018 war Holub Landesrat für Energie, Umwelt (ohne Nationalparks), Nachhaltigkeit und öffentlicher Verkehr in der Landesregierung Kaiser I.
Von der Kärntner Landesregierung wurde er 2018 als Nachfolger von Bruno Rossmann in den Aufsichtsrat der Kelag entsandt.

## Auszeichnungen
- 1999: Ehrpfennig der Stadt Klagenfurt
- 2021: Kärntner Landesorden in Silber

## Kabarett
Mit einem Auftritt vor ausgewählten Freunden begann Rolf Holub am 16. Juni 2018 im Klagenfurter E-Board-Museum einen neuen Karriereabschnitt als wiedererstandener Kabarettist.